# 石田あき子
石田 あき子（いしだ あきこ、1915年11月28日 - 1975年10月28日）は、俳人。石田波郷の妻。本名・せん。旧姓・吉田。「鶴」「馬酔木」同人。
埼玉県生、大妻高等女学校卒。1942年に波郷と結婚、夫の闘病を支えながら子を育て、句作にも励んだ。1970年に出版されたあき子の句集『見舞籠』は波郷が死の直前まで出版の準備を手助けしていたもので、波郷の死の1ヶ月後に刊行され、第10回俳人協会賞の対象となった。また当時のことを綴った『夫帰り来よ』という随筆集がある（題名は『見舞籠』所収の「ひとたびは夫帰り来よ曼珠沙華」による）。
1975年、59歳で死去。死後に『石田あき子全句集』（1977年）も刊行されている。